# Белый Совет
Белый Совет (англ. White Council), или Совет Мудрых — в произведениях Дж. Р. Р. Толкина группа эльфов и магов Средиземья, сформированная в 2463 году Третьей Эпохи по настоянию владычицы Лориэна Галадриэль, чтобы противостоять растущей мощи Некроманта, под видом которого обосновался Саурон в крепости Дол-Гулдур.
Официально это был второй Белый Совет, преемник Совета Второй Эпохи.

## Состав последнего Белого Совета
- Саруман Белый — глава Совета
- Гэндальф Серый
- Галадриэль
- Элронд
- Кирдан Корабел
- Радагаст Бурый

Предположительно, в состав Совета входили Келеборн и, скорее всего, предводители следопытов - во всяком случае Арахад, предводитель следопытов, в Совет входил.

## Первый Белый Совет
Не столь хорошо известен первый Белый Совет, состоявший по большей части из тех же членов, что и Второй.
Он был сформирован после поражения Саурона в Эриадоре в 1701 г. В. Э.

## Второй Белый Совет
Второй Белый Совет состоял из волшебников: Сарумана Белого, Гэндальфа Серого и Радагаста Бурого, а также вождей и правителей Эльдар, включая леди Галадриэль от Лориэна, Элронда от Имладриса (Ривенделла) и Кирдана Корабела от Серых Гаваней. Главой Белого Совета стал Саруман Белый, несмотря на пожелание Галадриэли, чтобы лидером стал Гэндальф. Галадриэль позже описала это, как начало долгосрочного поражения. Также есть предположения, что в Белый Совет входили самые могущественные эльфы Средиземья: лорд эльфов Глорфиндель; один из главных советников Элронда — Эрестор; и Келеборн, муж Галадриэли, которого сама Галадриэль называла «мудрым». Два синих волшебника не участвовали в Совете. Толкин никогда не давал список всех членов Совета; «другие лорды Эльдар» — самое точное, что даёт о составе Белого Совета «Сильмариллион». Без ведома Совета, некоторые его члены: Кирдан (позже Гэндальф), Галадриэль и Элронд; также владели тремя эльфийскими кольцами.
Второй Белый Совет собрался на первое заседание в 2463 году Третьей эпохи, для противодействия растущей угрозе из Дол Гулдура. Гэндальф путешествовал в Южном Лихолесье в 2850 году Третьей эпохи, и узнал личность Саурона. В 2851 году Т. Э. Белый Совет встретился, чтобы решить, стоит ли открыто действовать против Некроманта, как хотел того Гэндальф, но Саруман отговорил остальных от этого предприятия.
Когда он понял, что Единое кольцо, возможно, до сих пор находится в зоне Ирисных Низин, и что Саурон активно стремится туда, Саруман сдаётся, и в 2941 году Т. Э. Саурон был изгнан из Дол Гулдура, только чтобы повторно появиться в Мордоре, задолго приготовленном к его приходу. Это заседание Совета в конце лета 2941 Т. Э. также было причиной того, что Гэндальф временно не смог сопровождать Бильбо Бэггинса и гномов в их путешествия к Одинокой горе в «Хоббите».
Совет последний раз собирался в 2953 Т.Э., на нём  обсуждались попытки Саурона найти единое кольцо. На этой встрече Саруман настаивал на том, что Единое Кольцо попало в реку Андуин и уже давно было отнесено её водами в море. Во время этой встречи между Гэндальфом и Саруманом было большое напряжение, так как Гэндальф уже догадывался о желании Сарумана владеть Кольцом Всевластия.

## Интересные факты
- Первый раз упоминание о Белом Совете встречается в 2463 году T.Э.
- Легенды гласят, что членом Белого Совета мог быть и вождь дунэдайн Севера (как минимум, в первый Белый Совет Т. Э. входил Арахад I, тогдашний предводитель дунэдайн).
- В 2941 г. T.Э. Саурон был изгнан из Дол Гулдура.
- Последний раз Совет собирался в 2953 г. T.Э., на этой встрече Саруман настаивал на том, что Кольцо Всевластья было утеряно безвозвратно и унесено водами реки Андуин в море.

## Адаптации

### Экранизации
В мае 2008 года Питер Джексон, занимавший тогда кресло продюсера, и Гильермо Дель Торо, числящийся тогда режиссёром фильма «Хоббит: Нежданное путешествие», заявили, что Белый Совет будет присутствовать в их кино-адаптации.
В фильме "Хоббит: Нежданное путешествие" показано заседание Белого Совета в составе Митрандира, Галадриэли, Курунира и Элронда в Ривенделле. Рассказ Гэндальфа об злоключениях Торина Дубощита и его отряда и посещении Радагастом Дол - Гулдура Саруман выслушивает скептически и говорит, что Радагаст больше ест грибы и шатается по лесу, чем занимается делом, а Некромант, скорее всего, — просто человек, овладевший чёрной магией; но Галадриэль согласна с тем, что в Средиземье неспокойно, и обещает свою поддержку гномам. Саруман хочет остановить поход гномов, а Митрандир показывает моргульский кинжал из Дол - Гулдура. Неожиданно появляется Линдир с сообщением, что гномы уже ушли (причём на телепатический вопрос Галадриэли Гэндальфу, знал ли он об этом, тот признаётся, что остался, чтобы дать гномам время уйти).
Впоследствии в фильме "Хоббит: Пустошь Смауга" Митрандир проникает в Дол - Гулдур и там Саурон берет его в плен. Хотя Гэндальф успел послать Радагаста за помощью к Галадриэли.
В фильме "Хоббит: Битва Пяти Воинств" показана атака Белым Советом на Дол - Гулдур. Вначале Галадриэль проникает в цитадель и спасает Гэндальфа от гибели. Затем владычица Лориэна и Гэндальф подвергаются нападению со стороны назгулов во главе с ангмарским Королём-чародеем, но на помощь неожиданно приходят Элронд и Саруман. В схватке им удается одолеть Призраков Кольца, а владычица Лориэна возвращает к жизни Митрандира. Но в самый неожиданный момент появляется сам Саурон, и это останавливает правителя Ривенделла и главу Белого Совета. Несмотря на это, Галадриэль обращает свет фиала против кольценосцев и их хозяина и начинается поединок. Назгулы исчезают и, видимо, возвращаются в Минас — Моргул. Саурон оказывает сопротивление, но вскоре его дух, не выдержав поединка, отступает в Мордор. Галадриэль, лишившись всех своих сил, падает на руки Элронда. Последний предлагает предупредить Гондор об опасности, но Саруман препятствует этому, уверяя, что он сам разберётся с Сауроном.

### Компьютерные игры
В июле 2006 года Electronic Arts объявила о разработке ролевой игры под названием «Властелин колец: Белый Совет» (англ. The Lord of the Rings: The White Council), которая должна была выйти в конце 2007 года. По замыслу разработчиков игроки в ней должны были исполнять поручения Белого Совета, играя за одну из рас Средиземья: человек, эльф, хоббит или гном. Игра должна была включать в себя элементы экранизации Питера Джексона «Властелин Колец», а в сюжете должны были присутствовать элементы из трилогии Толкина, благо Electronic Arts обладала на то время необходимыми лицензиями. Игра была анонсирована для Sony PlayStation 3, Microsoft Xbox 360 и персональных компьютеров, но 2 февраля 2007 года была отложена на неопределённый срок, а разработчики занялись производством игры «The Lord of the Rings: Conquest».